# Рабенхольц
Рабенхольц (нем. Rabenholz) — община в Германии, в земле Шлезвиг-Гольштейн. 
Входит в состав района Шлезвиг-Фленсбург. Подчиняется управлению Гельтинг.  Население составляет 293 человека (на 31 декабря 2010 года). Занимает площадь 5,8 км².